# Huawei Ascend G615
Il Huawei Ascend G615 è un telefono prodotto dall'azienda cinese Huawei. Questo smartphone come altri di fascia medio-alta ha grandi capacità multimediali. Ha due fotocamere, una frontale e una posteriore rispettivamente da 1,3 e 8 megapixel.

## Storia
Il telefono ha avuto pubblicazione in Italia a partire dal 14 febbraio 2013.

## Versioni
Esistono due versioni, la cui unica differenza è la RAM difatti solamente in Cina è venduta una versione da 2 GB di RAM.

## Sistema operativo
Il sistema operativo è Android 4.0.4, ma già alla presentazione è stato annunciato un aggiornamento per aprile dello stesso anno. L'aggiornamento è stato poi rimandato a data indefinita. È possibile modificare a scelta il tema del telefono personalizzandolo con lo stile di Huawei.